# Салон (река)
Салон (фр. Salon) је река у Француској. Дуга је 72 km. Улива се у Саону. 